# يراسخون
40°04′20″N 44°12′57″E / 40.07222°N 44.21583°E
ييراسخاهون (بالأرمنية: Երասխահուն)، كانت تُعرف سابقًا باسم كورو-أراز (بالأرمنية: Կուրու-Արազ أو بالروسية: Куру-Араз)، وهي قرية تقع في مقاطعة أرمافير في أرمينيا. حتى عام 1950، عُرفت القرية باسمها القديم. يُشكّل الإيزيديون نحو نصف سكان القرية، ويُقدّر عددهم بحوالي 930 نسمة.